# Walter von Bülow-Bothkamp

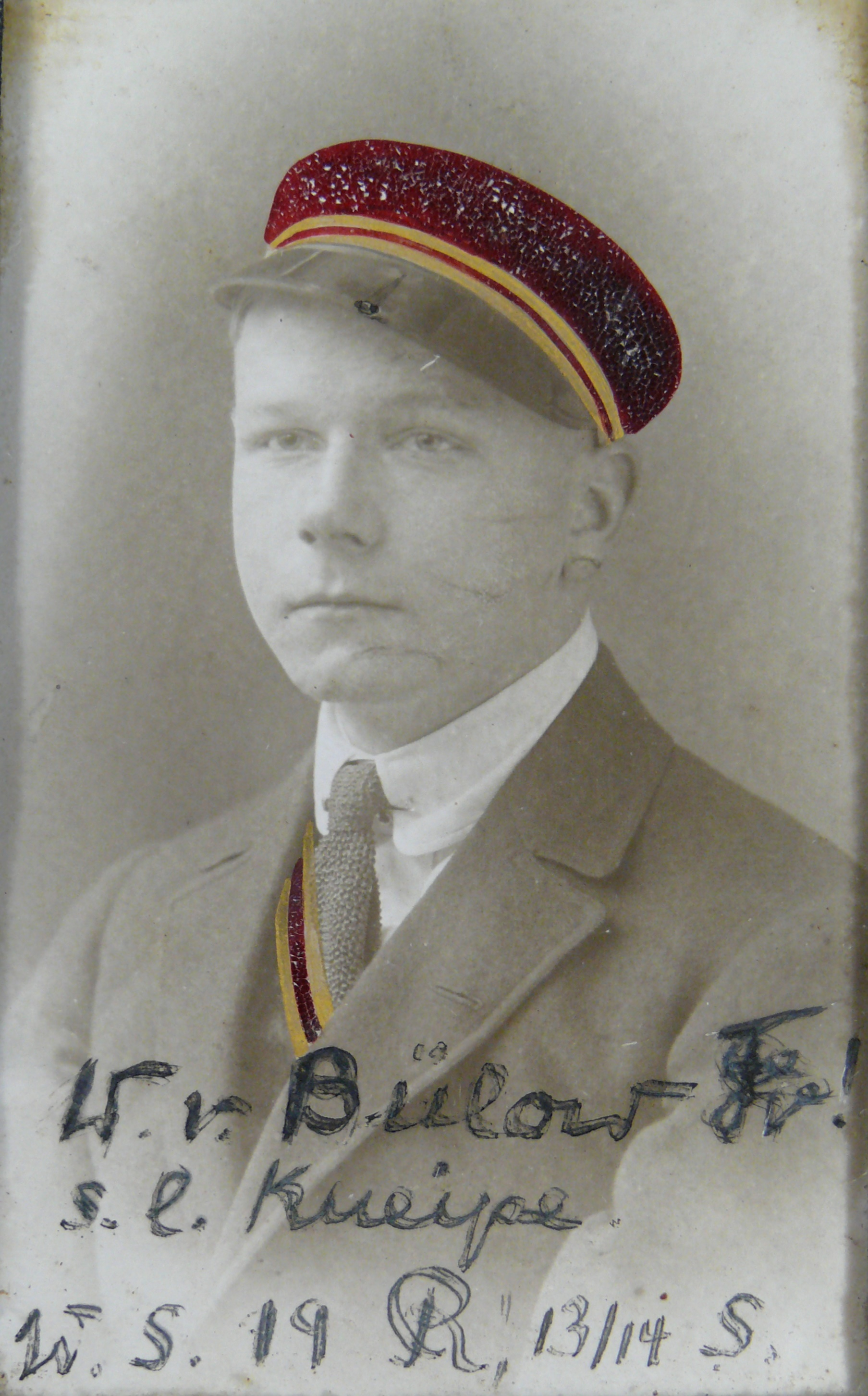
Walter von Bülow als Heidelberger Vandale

Walter von Bülow-Bothkamp (* 25. April 1894 in Borby; † 6. Januar 1918 bei St. Julien/Ypernbogen) war ein deutscher Jagdflieger im Ersten Weltkrieg.

## Leben
Walter von Bülow-Bothkamp stammte aus der Linie Bothkamp des Adelsgeschlechts von Bülow. Er legte 1912 das Abitur am Gymnasium Schloss Plön ab und besuchte Großbritannien und die Schweiz. Anschließend studierte er Rechtswissenschaften an der Ruprecht-Karls-Universität Heidelberg, wo er 1913 dem Corps Vandalia Heidelberg beitrat.

### Militärische Laufbahn
Nach Ausbruch des Ersten Weltkriegs meldete sich Bülow-Bothkamp, wie sein jüngerer Bruder Conrad von Bülow-Bothkamp, im August 1914 als Freiwilliger beim Braunschweigischen Husaren-Regiment Nr. 17 und gelangte mit diesem Regiment im Januar 1915 an die Westfront nach Altkirch im Süd-Elsass.
An der Front in Lothringen wurde er mit dem Eisernen Kreuz II. Klasse ausgezeichnet und im April 1915 wegen Tapferkeit vor dem Feind zum Leutnant der Reserve befördert. Kurz darauf wechselte Bülow-Bothkamp zur Fliegertruppe und wurde gemeinsam mit seinem Bruder Conrad bei der Fliegerersatzabteilung 5 in Hannover zum Flugzeugführer ausgebildet. Im September 1915 wurde er zur Feldfliegerabteilung 22 in die Champagne versetzt. Am 10. Oktober 1915 gelang ihm als Führer eines Zweisitzers der Abschuss eines französischen Voisin-Flugzeuges, am Tag darauf schoss er einen Farman-Doppeldecker aus einer Formation von drei Flugzeugen ab. Im Dezember gelang ihm erneut ein Luftsieg über ein französisches Flugzeug.
Inzwischen mit dem Eisernen Kreuz I. Klasse ausgezeichnet, wurde Bülow-Bothkamp im Februar 1916 zur Fliegerabteilung 300 des Asien-Korps versetzt, die im Rahmen der Operation 'Pascha' nach El Arish in Palästina verlegte, um dort die türkischen Truppen beim Vorstoß gegen den Suez-Kanal aus der Luft zu unterstützen. Erneut erzielte er mit seinem Beobachter Leutnant von Heseler zwei Luftsiege beim Kampf mit einem englischen Fliegerverband, der vom Flugzeugmutterschiff „Ben McCree“ aufgestiegen war. Später schoss er mit einem Pfalz-Eindecker einen britischen B.E.2c-Zweisitzer ab, musste aber wegen der Schussverletzung an der Schulter hinter den türkischen Linien notlanden. Im Sommer 1916 schrieb er aus Jerusalem: „Ich bin jetzt wieder halbwegs heil, nachdem ich vor gut 14 Tagen angeschossen wurde und hier im Lazarett gelegen hatte. Ich focht am 13. die erste Partie der pp. Forderung Germania c/a Britania mit Brille ohne Sekundanten. Musste nach zehn Minuten suspendieren, da ich einen Blutigen über den Buckel kriegte, Streifschuss durch das Schulterblatt, und die Bandage rutschte...“ eine humorvolle Anspielung auf das Mensurfechten seines Corps in Heidelberg.
Im Dezember 1916 zur Jagdstaffel 18 in die Champagne versetzt, wurde ihm das Ritterkreuz des Königlichen Hausordens von Hohenzollern mit Schwertern verliehen. Von Mai bis Dezember 1917 führte er die Jagdstaffel 36, bei der auch sein Bruder Harry flog. Nach einer erneuten Verwundung an der Hüfte und weiteren Luftsiegen erhielt er am 8. Oktober 1917 den Orden Pour le Mérite. Nach dem Tode des Staffelführers Erwin Böhme übernahm er dessen Jagdstaffel 2 Boelcke, die er am 23. Dezember 1917 bei einer Parade vor dem Deutschen Kaiser führte.
Als er sich am 6. Januar 1918 mit vier weiteren Albatros-Kampfeinsitzern der Jasta Boelcke mit SPADs der No. 23 Sqn RFC und Sopwith F.1 Camels der No. 70 Sqn RFC über St. Julien einen heftigen Luftkampf lieferte, wurde Walter von Bülow-Bothkamp wahrscheinlich durch eine abgefeuerte MG-Salve durch Captain William Mays Fry (No. 23 Sqn RFC), tödlich getroffen. Seine Albatros D.V 2018/17 ging im deutschen Drahtverhau ostwärts Passendale nieder und erhielt die britische Beutenummer G 123. Posthum wurde ihm am 7. Oktober 1918 das Ritterkreuz des Militär-St. Heinrichs-Ordens verliehen.
Walter von Bülow wurden 28 Luftsiege bestätigt.